# Thorius dubitus
Espèce
Statut de conservation UICN

 CR  : 
En danger critique
Thorius dubitus est une espèce d'urodèles de la famille des Plethodontidae.

## Répartition
Cette espèce est endémique du Mexique. Elle se rencontre de 2 475 à 2 800 m d'altitude à Acultzingo dans le centre de l'État de Veracruz et à Cañada Morelos dans l'est de l'État de Puebla.

## Publication originale
- Taylor, 1941 : Herpetological miscellany, No. II. The University of Kansas science bulletin, vol. 27, no 1, p. 105-139 (texte intégral).